# Synema paraense
Synema paraense là một loài nhện trong họ Thomisidae.
Loài này thuộc chi Synema. Synema paraense được Cândido Firmino de Mello-Leitão miêu tả năm 1929.